# Richmond County (North Carolina)
Richmond County ist ein County im Bundesstaat North Carolina der Vereinigten Staaten. Im Jahr 2000 hatte das County 46.564 Einwohner und eine Bevölkerungsdichte von 38 Einwohnern pro Quadratkilometer. Der Verwaltungssitz (County Seat) ist Rockingham, das nach dem Marquis of Rockinham benannt wurde.

## Geographie
Das County liegt im Süden von North Carolina, grenzt an South Carolina und hat eine Fläche von 1242 Quadratkilometern, wovon 14 Quadratkilometer Wasserfläche sind. Es grenzt im Uhrzeigersinn an folgende Countys: Montgomery County, Moore County, Scotland County und Anson County.
Richmond County ist in sieben Townships aufgeteilt: Beaverdam, Black Jack, Marks Creek, Mineral Springs, Rockingham, Steele und Wolf Pit.

## Geschichte
Richmond County wurde 1779 aus Teilen des Anson County gebildet. Benannt wurde es nach Charles Lennox, 3. Duke of Richmond.
17 Bauwerke und Stätten des Countys sind insgesamt im National Register of Historic Places eingetragen (Stand 15. März 2018).

## Demografische Daten
Nach der Volkszählung im Jahr 2000 lebten im Richmond County 46.564 Menschen. Davon wohnten 1.702 Personen in Sammelunterkünften, die anderen Einwohner lebten in 17.873 Haushalten und 12.582 Familien. Die Bevölkerungsdichte betrug 38 Einwohner pro Quadratkilometer. Ethnisch betrachtet setzte sich die Bevölkerung zusammen aus 64,84 Prozent Weißen, 30,53 Prozent Afroamerikanern, 1,65 Prozent amerikanischen Ureinwohnern, 0,68 Prozent Asiaten, 0,03 Prozent Bewohnern aus dem pazifischen Inselraum und 1,08 Prozent aus anderen ethnischen Gruppen; 1,18 Prozent stammten von zwei oder mehr Ethnien ab. 2,83 Prozent der Bevölkerung waren spanischer oder lateinamerikanischer Abstammung.
Von den 17.873 Haushalten hatten 32,1 Prozent Kinder unter 18 Jahren, die bei ihnen lebten. 48,3 Prozent davon waren verheiratete, zusammenlebende Paare, 17,0 Prozent waren allein erziehende Mütter und 29,6 Prozent waren keine Familien. 26,3 Prozent waren Singlehaushalte und in 11,2 Prozent lebten Menschen mit 65 Jahren oder älter. Die Durchschnittshaushaltsgröße betrug 2,51 und die durchschnittliche Familiengröße war 3,01 Personen.
25,8 Prozent der Bevölkerung waren unter 18 Jahre alt. 10,1 Prozent zwischen 18 und 24 Jahre, 27,7 Prozent zwischen 25 und 44 Jahre, 22,8 Prozent zwischen 45 und 64, und 13,6 Prozent waren 65 Jahre alt oder Älter. Das Durchschnittsalter betrug 36 Jahre. Auf alle weibliche Personen kamen 96,3 männliche Personen. Auf alle Frauen im Alter von 18 Jahren oder darüber kamen 92,7 Männer.
Das jährliche Durchschnittseinkommen eines Haushalts betrug 28.830 US-$, das Durchschnittseinkommen einer Familie 35.226 $. Männer hatten ein durchschnittliches Einkommen von 27.308 $, Frauen 20.453 $. Das Prokopfeinkommen betrug 14.485 $. 19,6 Prozent der Bevölkerung und 15,9 Prozent der Familien lebten unterhalb der Armutsgrenze. Darunter waren 26,7 Prozent der Kinder und Jugendlichen unter 18 Jahren und 18,9 Prozent der Senioren ab 65 Jahren.